# Ernest Bourget
Pour les articles homonymes, voir Bourget.
Alexandre Joseph Bourget, dit Ernest Bourget, est un auteur dramatique, parolier et librettiste français, né le 10 mars 1814 dans l'ancien 3e arrondissement de Paris et mort le 3 octobre 1864 à Champagne-sur-Seine,.
En 1847, au Café des Ambassadeurs, Paul Henrion, Victor Parizot et Ernest Bourget refusent de régler l'addition tant qu'il ne percevront rien de l'exécution de leurs œuvres dans l'établissement. Le procès qui s'ensuivra  sera l'occasion de la création de la SACEM.
Ernest Bourget est notamment l'auteur ou le coauteur de plusieurs livrets pour Jacques Offenbach.

## Œuvres

### Livrets
- Tromb-al-ca-zar ou les Criminels dramatiques (1856), musique de Jacques Offenbach, livret de Charles Dupeuty et Ernest Bourget
- Les Dragées du baptême (1856), musique de Jacques Offenbach, livret de Charles Dupeuty et Ernest Bourget
- Les Deux Pêcheurs ou le Lever du soleil (1857), musique de Jacques Offenbach, livret de Charles Dupeuty et Ernest Bourget
- Les Chansons populaires de la France (1857), musique d'Alphonse Varney, livret d'Ernest Bourget
- Bibi Bambou (1860), mélodie de Jacques Offenbach, poème d'Ernest Bourget
- La Leçon de chant électro-magnétique (1867), musique de Jacques Offenbach, livret d'Ernest Bourget

### Chansons
- Les Dîners parisiens (1841), musique de  Victor Parizot, paroles d'Ernest Bourget
- La Mère Michel aux Italiens (1845), musique de  Victor Parizot, paroles d'Ernest Bourget
- Le Sire de Framboisy ou Le Sire de Franc-Boisy (1855), musique de Laurent de Rillé, paroles d'Ernest Bourget, éd. Meissonier filds, interprétée par Joseph Kelm au théâtre des Folies-Nouvelles
- Le Vigneron (1855), musique de Paul Henrion, paroles d'Ernest Bourget, éd. Jules Colombier
- À bas la crinoline (1855), musique de Edmond Lhuillier, paroles d'Ernest Bourget, éd. Ledentu
- Végétal, animal et minéral (1859), musique de Charles-François Plantade, paroles d'Ernest Bourget
- Les Canotiers (186?), musique de A. Marquerie, paroles d'Ernest Bourget